# What It Takes (песня Aerosmith)
«What It Takes» — песня американской рок-группы Aerosmith с их альбома Pump (1989). В феврале следующего, 1990 года была издана отдельным синглом. (Это был четвёртый сингл с данного альбома.)
В США песня достигла 9 места в «Горячей сотне» журнала «Билборд» (Billboard Hot 100). В чарте Hot Mainstream Rock Tracks того же «Билборда» песня побывала на 1 месте.